# Література XIX століття

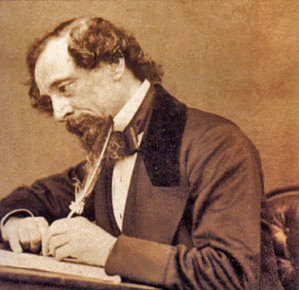
Чарльз Діккенс

Література XIX століття — умовна доба в історії світової літератури. Зазвичай поділяється на такі періоди:
- Література першої половини XIX століття, що в Західній Європі представлена течією романтизму;
- Література другої половини XIX століття, що загалом позначена реалізмом;
- Література межі XIX та XX століть, що охоплює період від 1880-х (з 1860-х в окремих випадках) до 1910-х років, на Заході позначена численними стильовими течіями передмодернізму та раннього модернізму, явищем декадансу.

### Сайти
- Література 19-го століття, зміст основних творів [Архівовано 14 жовтня 2007 у Wayback Machine.]